# 인디펜던트 게임 페스티벌

IGF 로고

인디펜던트 게임 페스티벌(Independent Games Festival, IGF)는 게임 개발자 회의 기간 도중 열리는 연례행사로, 인디 게임 업계의 최고로 큰 연례 행사이다. IGF는 1998년부터 시작하였으며, 게임 개발을 도우면서 영감을 부여하며, 그리고 뛰어난 게임 개발자를 꼽는다. IGF는 선댄스 영화제가 인디 영화 커뮤니티에 끼친 긍정적인 영향을 보고 같은 영향을 받길 위해 설립되었으며, Gamasutra와 게임 개발자 잡지, 그리고 게임 개발자 회의를 주최하는 UBM 테크웹에서 만들었다.

## 경쟁 구조
수상작은 본 IGF 경쟁 부문과 학생 전시 부문의 두 가지 부문으로 나뉜다. 본상은 2012년에 9개 상으로 구성되었다.
- 시머스 맥널리 대상 - 최우수 상 ($30,000)
- 누에보 상 ($5,000) (원래는 혁신 상)
- 시각 예술적 우수 ($3,000)
- 오디오 우수 ($3,000)
- 디자인 우수 ($3,000)
- 기술적 우수 ($3,000)
- 최고의 모바일 게임 ($3,000)
- 관객 상 ($3,000)

2013년에는 여기에 "내러티브 우수"가 추가되었다.
IGF 학생 전시 부문은 다음과 같다.
- IGF 학생 전시 우승자 (8개의 수상작, 각각 $500)
- 최고의 학생 게임 상 ($3000)